# 沼津中央高等学校
沼津中央高等学校（ぬまづちゅうおうこうとうがっこう）は、静岡県沼津市にある私立高等学校。男女共学。

## 沿革
- 1924年 - 沼津精華女学校として沼津市内にて開校
- 1926年 - 沼津精華高等女学校となる
- 1948年 - 沼津精華高等学校となる
- 1993年 - 特別進学コース、情報経理コース、生活文化コース設置
- 1994年 - 沼津中央高等学校と改称、男女共学となる
- 1996年 - 人間福祉コース設置
- 1998年 - 総合コース新設（情報ビジネス類型、生活文化類型）
- 2002年 - 新本館竣工　総合コースに工芸デザイン類型を設置
- 2003年 - 総合コースを改編し、工芸デザインコース、情報ビジネスコース、生活文化コースを新設し、すべてのコースが男女共学となる。
- 2004年 - 創立80周年記念式典挙行
- 2005年 - オーストラリアにおける語学研修実施
- 2006年 - 人間福祉コースを医療・福祉コースに改称
- 2008年 - ロサンゼルスにおける語学研修実施
- 2011年 - 男子バスケットボール部がインターハイ、ウインターカップでともに3位の成績を残す。

## 著名な卒業生
- 加藤いずみ - バスケットボール選手
- 文屋萌々華 - バスケットボール選手